# Центар „Будућност” Дервента
Центар „Будућност”, пуни назив Јавна установа Центар за дјецу и омладину са сметњама у развоју „Будућност”, је установа социјалне заштите која организује образовање њених штићеника у виду основне и средње школе. Налази се у улици Књаза Милоша 9 у Дерванти.

## Историјат
Јавна установа Центар за дјецу и омладину са сметњама у развоју „Будућност” Дервента је основан 1. октобра 1948, до 22. октобра 2012. је дјеловала под називом Завод за слијепе и слабовиде „Будућност” Дервента. У предшколском васпитању и образовању припремни програм у трајању од три мјесеца за дјецу са сметњама у развоју изводи дефектолог одређеног усмјерења према потребама и врсти сметње у развоју. У току тог времена дијете се може укључити у индивидуалне третмане дефектолога, реедукатора психомоторике, психолога и социјалног радника. Основношколско образовање и васпитање слијепих и слабовидих ученика се одвија према Наставним плановима и програмима које доноси Министарство просвјете и културе Републике Српске. Школа је оспособљена са модерном асистивном технологијом као што су Брајева писаћа машина, Брајев ред, Брајев штампач, компјутери с говорним софтвером, рељеф географске карте, лупе, тродимензионални модели и друго. У оквиру средње школе се образују ученици за професије модни кројач за ученике са комбинованим сметњама у трогодишњем трајању и физиотерапеутски техничар за ученике оштећеног вида у четворогодишњем трајању. Центар има дозволу за обављање услуге ресурсног центра предшколским установама и основним школама са подручја јединица локалне самоуправе, Дервента, Брод, Модрича, Вукосавље, Шамац, Пелагићево, Доњи Жабар, Бијељина, Лопаре, Угљевик, Осмаци, Зворник, Шековићи, Власеница, Милићи, Братунац и Сребреница. Такође, пружа услуге дјеци и ученицима са оштећењем вида са подручја цијеле Републике Српске. Кроз индивидуални и групни рад у драмским, рецитаторским и информатичким секцијама који воде стручњаци ученици могу да допуне своје образовање, а учествују и у градским догађајима. Центар пружа и социјалну заштиту која обухвата мјере и активности за стварање услова за самосталан живот и рад лица која се налазе у стању социјалне потребе: становање, исхрану, његу, здравствену заштиту, културно–забавне активности, одговарајуће облике образовања, оспособљавања и радне активности као и радно–терапијско ангажовање или њихово активирање у складу са способностима. Садрже кројачку и столарску радионицу са шест запослених радника од којих су три особе са инвалидитетом.